# Peter Ducke
Peter Ducke (n. 14 octombrie 1941, Benešov nad Ploučnicí⁠(d), Ústí nad Labem, Cehia) este un fotbalist german, medaliat olimpic. A participat la o ediție a Jocurilor Olimpice (1972) în care a câștigat o medalie de bronz.